# تپه اطراف شهر سوخته ۲۸۵
تپه اطراف شهر سوخته شماره ۲۸۵ در شهرستان زابل، بخش شیب آب، دهستان لوتک، روستای حومه شهر سوخته، ۱۷/۴۰ کیلومتری جنوب غرب پایگاه باستان‌شناسی شهر سوخته واقع شده و این اثر در تاریخ ۲۳ بهمن ۱۳۸۵ با شمارهٔ ثبت ۱۷۳۰۹ به‌عنوان یکی از آثار ملی ایران به ثبت رسیده است.